# ルノアール兄弟
ルノアール兄弟（ルノアールきょうだい、Renoir Kyoudai）は、日本の漫画家コンビ。1998年に結成された。メンバーは原作担当の左近 洋一郎（さこん よういちろう）と作画担当の上田 優作（うえだ ゆうさく）。

## 来歴
中学・高校の同級生として友人関係にあった2人が、高校卒業を控えた1998年の3月に結成。
2000年、『週刊ヤングジャンプ』の月例GAG新人賞に「ヌーディティ」で佳作受賞。『別冊ヤングジャンプ』に「骨子ホネ雄」名義で掲載され、デビュー。　
2004年、『ヤングマガジンアッパーズ』（講談社）でギャグマンガ『獣国志』を連載し、この作品が初の単行本となった。

## 作品リスト

### 漫画作品
連載作品
- 『獣国志』（『ヤングマガジンアッパーズ』、2004年）
  - 全1巻 2004年12月、ISBN 4-06-346269-2

- 『ルノアール兄弟の愛した大童貞』（『月刊少年シリウス』Web連載 2006年 - 2011年2月25日）
  1. 2008年6月、ISBN 978-4-06-373123-1

- 『セクシーDANSU☆GAI ユビキタス大和』（『週刊ヤングマガジン』2008年 - 2010年）
  - 全4巻

  1. 2009年2月、ISBN 978-4-06-361756-6
  2. 2009年6月、ISBN 978-4-06-361783-2
  3. 2009年12月、ISBN 978-4-06-361842-6
  4. 2010年8月、ISBN 978-4-06-361924-9

- 『さよなら、もっさん』（『月刊!スピリッツ』2011年 - 2013年）
- 『公園兄弟』（『ビッグコミックスピリッツ』、2011年 - 2013年）
  - 全1巻 2013年3月、ISBN 978-4-09-185090-4

- 『をのころん』（『漫画サンデー』、原作担当、作画：高本ヨネコ、2012年 - 2013年）
  - 全1巻 2013年7月、ISBN 978-4-408-17454-9

- 『デフレスナイパーMOROZUMI』（『プレイコミック』、2012年 - 2014年）
- 『お悩み かいけつマンくん』（聖教新聞、2012年 - 2018年）
- 『ムーメン-警視庁非科学捜査班 事件ファイル-』（『週刊少年チャンピオン』、2014年、短期集中連載）
- 『少女聖典ベスケ・デス・ケベス』（『別冊少年チャンピオン』、2014年12月号 - 2024年6月号、全114話）
- 『くらしの恐竜 イロドリザウルス』（聖教新聞、2019年 - 連載中）
- 『パリッコの都酒伝説ファイル』（『漫画アクション』、原案：パリッコ、2023年7号 - 2024年22号）

読切
- 超頭脳王子ユニ平さまZ（『週刊少年ジャンプ』2013年27号）
- グラザケ 〜GROUND SAKE〜（『モーニング』2014年31号）
- 神クソとんち伝説 一休〜宗純は思春期〜（『最強ジャンプ』2022年4月号）
- 浦安謁見兄弟（『週刊少年チャンピオン』2023年10号） - 『浦安鉄筋家族』シリーズ連載30周年記念企画で、浜岡賢次の指名により執筆した作品。
- スーパーダンゴムシ まる丸（『最強ジャンプ』2023年3月号）

### 短編集
- 『おれは魔物とくらしてる ルノアール兄弟作品集』 太田出版、2008年10月、ISBN 978-4-7783-2063-8
- 『僕らの漫画』 - 「身近な童貞かるた」執筆

### イラスト
- ピピピクラブ（投稿コーナー）（テレビブロス）

### アニメ
- 『おまかせ!みらくるキャット団』（テレビアニメ、原作担当） ※吉盛と共同
- 『モンスターストライク パンドラ 希望の少女』（Webアニメ、シナリオ）

## 左近 洋一郎名義
- どくヤン! 左近洋一郎・原作、 カミムラ晋作・作画　(モーニング KC)
  - どくヤン! 読書ヤンキー血風録 左近洋一郎・原作、 カミムラ晋作・作画 本の雑誌社